# Freha
Freha (în arabă فريحة) este o comună din provincia Tizi Ouzou, Algeria.
Populația comunei este de 24.228 de locuitori (2008).